# Abitusavis
Abitusavis is een geslacht van uitgestorven vogels uit het Vroeg-Krijt van het huidige China, behorende tot de Ornithuromorpha. De enige benoemde soort is Abitusavis lii.

## Vondst en naamgeving
In 2002 en 2005 werd een vogelskelet, gevonden in de prefectuur Nincheng in Liaoning, toegewezen aan Yanornis martini. Later werd de conclusie getrokken dat het een apart taxon betrof.
In 2020 werd de typesoort Abitusavis lii benoemd en beschreven door Wang Min, Li Zhiheng, Liu Qingguo en Zhou Zhonge. De geslachtsnaam is een combinatie van het Latijn abitus, 'vertrek', en avis, 'vogel'. De soortaanduiding eert de uit het leven vertrokken preparateur Li Yutong.
Het holotype IVPP V14606 is gevonden in een laag van de Jiufotangformatie die dateert uit het Aptien. Het bestaat uit een vrijwel compleet skelet, platgedrukt op een plaat. Resten van het verenkleed zijn bewaard gebleven. Specimen IVPP V13259, in 2004 aan Yanornis toegewezen, werd in 2020 aan Abitusavis toegewezen. Ook dit is een vrijwel compleet skelet. Er zijn resten van vissen in de buikholte aanwezig, de eerste aanwijzing dat yanornithiden viseters waren.

## Beschrijving

### Grootte en onderscheidende kenmerken
Abitusavis is wat kleiner dan Yanornis. De vleugelspanwijdte is een kleine meter.
De beschrijvers stelden een unieke combinatie van op zich niet unieke kenmerken vast. Het retroarticulair uitsteeksel van de onderkaak, waarmee de muil geopende wordt, is horizontaal langerekt. Het synsacrum, het vergroeide heiligbeen, omvat acht sacrale wervels en heeft een groeve in de onderzijde. Bij het borstbeen zijn de uitsteeksels aan de buitenste achterrand niet aan het uiteinde verbreed. Zowel het tweede als derde middenvoetsbeen heeft een bult op de bovenzijde voor de aanhechting van de musculus cranialis tibialis. Bij de middenvoetsbeenderen is de onderste aderopening vrij hoog gelegen. Bij de voetklauwen is de onderrand van het gewrichtsvlak tredevormig, zonder bult voor de pees van de buigende spier.
Abitusavis verschilt van Similiyanornis door een rechthoekige in plaats van driehoekige processus procoracoideus op de voorrand van het ravenbeksbeen. Hij verschilt van Yanornis en Similiyanornis door het ontbreken van voorste zijuitsteeksels van het borstbeen. Een tweede verschil met deze taxa is het ontbreken van de eminentia cotylaris op de tarsometatarsus, de middenvoet.

### Skelet
Er zijn drie premaxillaire tanden en minstens zes maxillaire tanden. Het quadratum wordt boven de binnenste onderste gewrichtsknobbel doorboord door een foramen. Het aantal van acht sacrale wervels is laag; bij basale ornituromorfen bedraagt met meestal negen tot elf. Er is een groeve in de onderkant van de laatste zes wervels. Er zijn vier 'vrije' wervels in de staartbasis. Het vergroeide uiteinde, de pygostyle, bestaat uit vijf wervels.
Het ravenbeksbeen is smal.

## Fylogenie
Abitusavis werd in 2020 in de Yanornithidae geplaatst, in een polytomie of kam met Yanornis en de gelijktijdig benoemde Similiyanornis.